# موسورو، چاد
موسورو (به انگلیسی: Moussoro) شهری در کشور چاد و مرکز منطقه بحر غزل است. این شهر در سال ۲۰۰۷ میلادی ۱۵٬۸۷۹ نفر جمعیت داشته‌است.

## نگارخانه

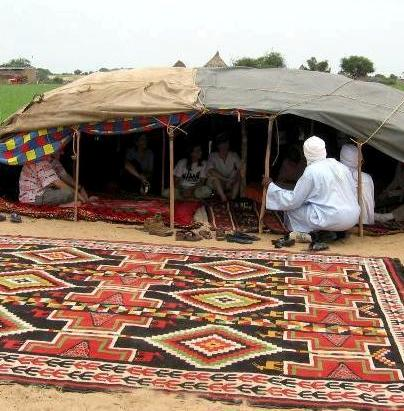
چادر عشایری نزدیک موسورو (۲۰۱۲)
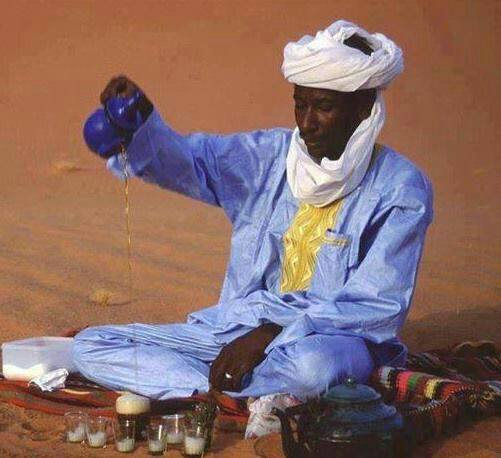
مرد یدر حال ریختن چای (۲۰۱۵)
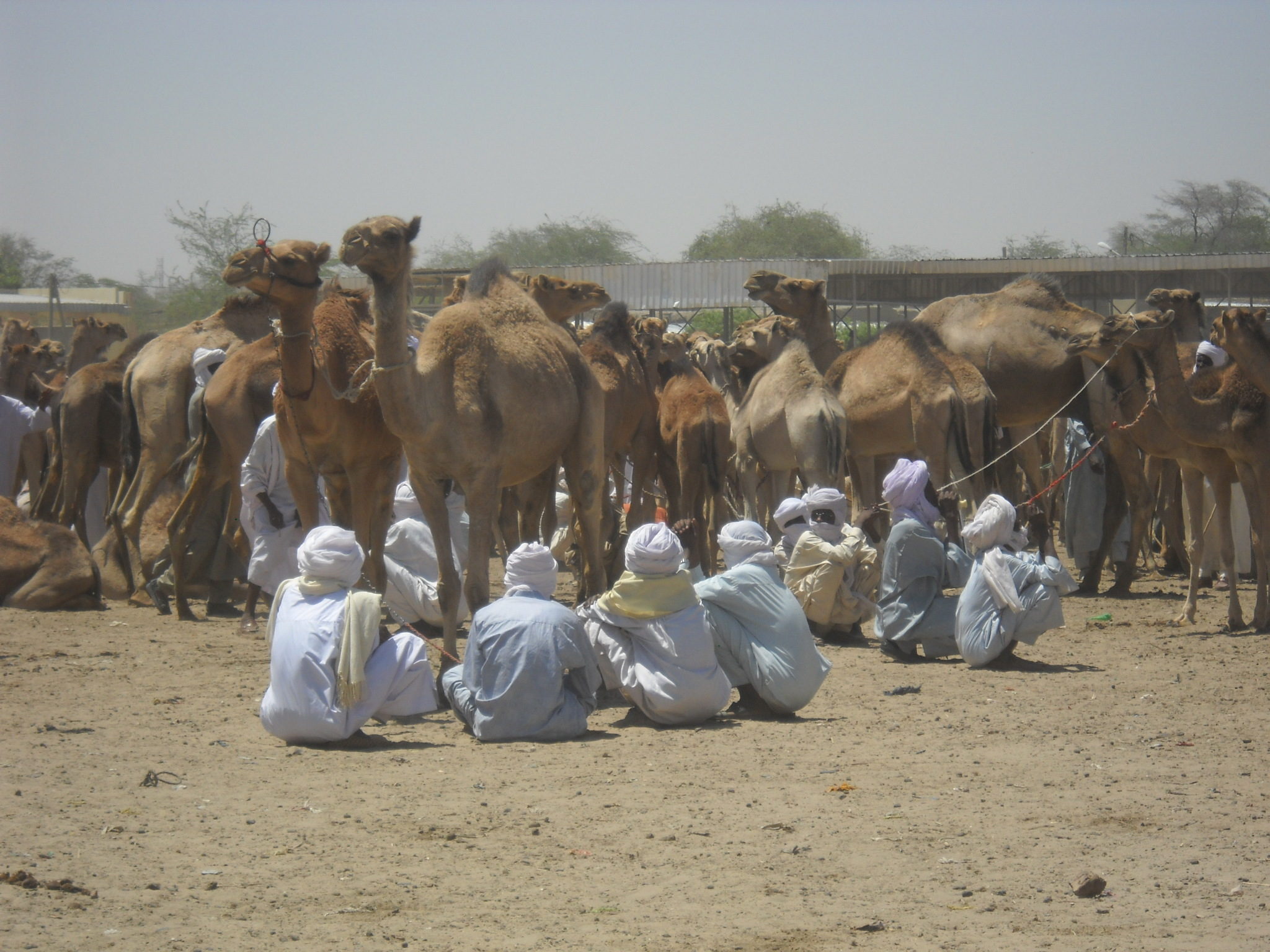
بازار هفتگی شتر (مارس ۲۰۱۱)

## مناطق
1. ↑  World Gazetteer: Chad